# Oratorio di Sant'Andrea (Bettona)
L'oratorio di Sant'Andrea è una chiesa di Bettona.

## Storia
L'oratorio di Sant'Andrea venne edificato tra il XII e il XIII secolo: di modeste dimensioni, era caratterizzato da una volta a crociera; al suo interno si riuniva la Venerabile confraternita di Sant'Andrea, la quale gestiva anche il vicino ospedale e si occupava della sepoltura dei morti nel giardino antistante.
L'oratorio venne completamente restaurato tra il XVII e il XVIII secolo, con l'eliminazione della volta a crociera e l'aggiunta dell'altare maggiore in stile barocco.
A seguito del terremoto dell'Umbria del 1984, l'oratorio subì restauri conservativi, durante i quali vennero riportati alla luce gli affreschi trecenteschi.

## Descrizione
L'oratorio di Sant'Andrea sorge nella stessa piazza dov'è ubicata la chiesa di Santa Maria Maggiore. La facciata era in origine decorata con una pittura raffigurante il Giudizio finale, di cui rimangono poche tracce nei pressi del campanile; architettonicamente presenta un portale centrale sormontata da un oculo.

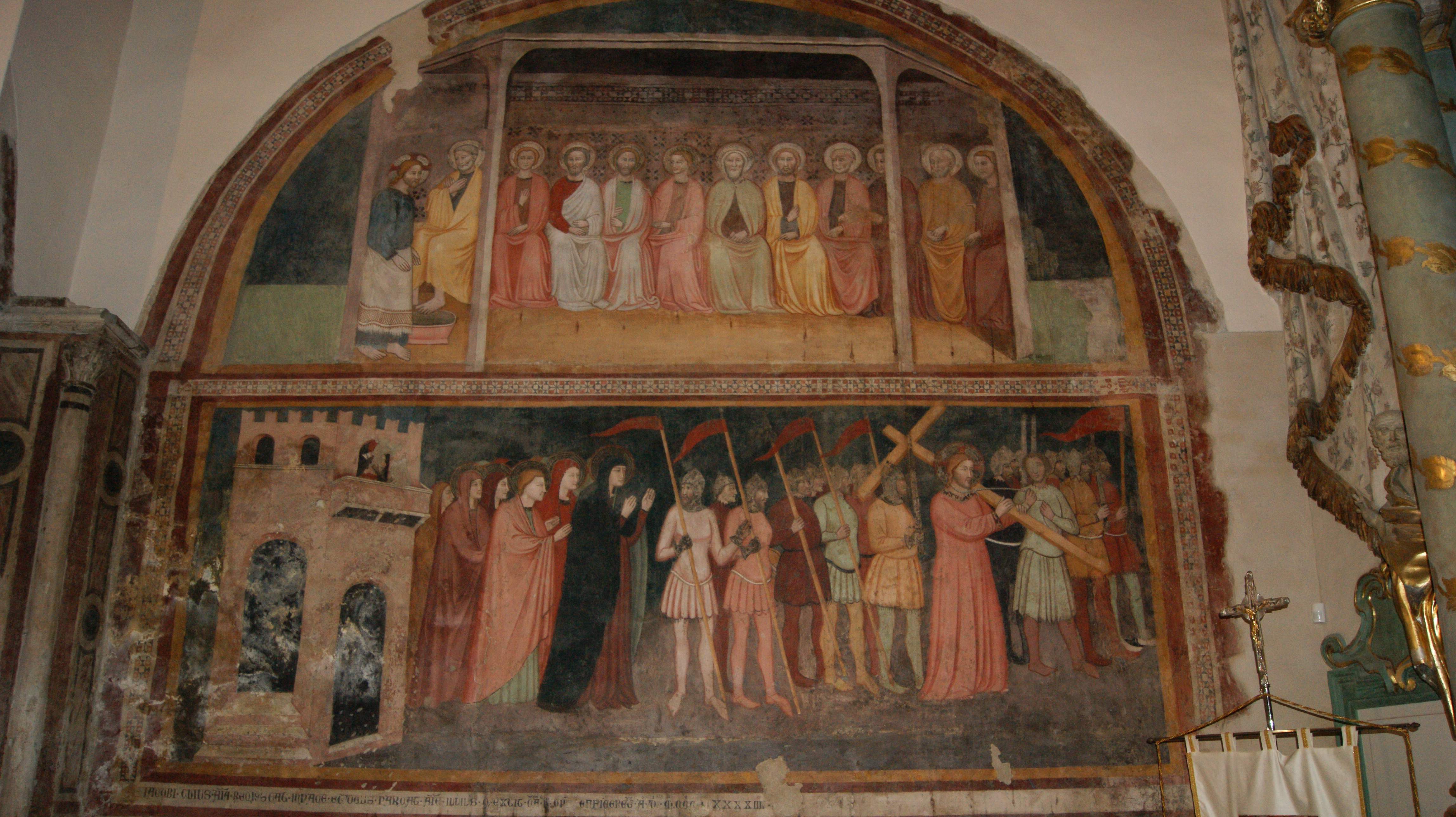
Storie della Passione di Cristo, ciclo di affreschi lungo la parete destra

Intermante è ad ambiente unico a pianta trapezoidale con soffitto in legno a cassettoni, risalente al XVI secolo e realizzato da Benedetto da Montepulciano. Sulla parte di fondo è posto l'altare maggiore: originariamente doveva presentare un affresco raffigurante la Crocifissione, andata perduto, sostituito poi da un'opera in stucco del XVIII secolo riproducente dei drappeggi, nei quali è inserita, tra due colonne, la tela Martirio di Sant'Andrea. Lungo la parete di sinistra, ben conservato, il ciclo di affreschi con tema Storie della Passione di Cristo, realizzati, come riporta una scritta al di sotto delle raffigurazioni, nel 1394, opera di un pittore conosciuto come Maestro di Santa Giuliana: in particolare nella lunetta la scena della Lavanda dei Piedi e nella parte sottostante l'Andata al Calvario. Si conservano anche alcuni elementi architettonici come pilastrini e arconi i quali sostenevano la volta a crociera della primitiva chiesa. Lunga la parete di destra gli affreschi si riconoscono in maniera frammentaria: nella lunetta quattro teste nimbate e, in particolare, la prima a sinistra è quella di un uomo con barba, probabilmente Gesù, che guarda verso le altre quattro figure, interpretate come Maria Maddalena, Marta, Lazzaro e Maria; nella parte inferiore un affresco meglio conservato raffigura l'Orazione nell'Orto. Durante i restauri del 1984, nella stessa parete, è stata riaperta una monofora, sulla quale sono state ritrovati tracce di affreschi: altri segni di pittura si riconoscono sotto il davanzale, ossia due figure femminili. Sempre lungo la parete destra è posto un quadro con tema l'Annunciazione. Sotto la pavimentazione sono state rinvenute numerose ossa umane, testimonianza dell'antico cimitero. Il campanile, posto probabilmente in linea con quella che doveva essere la vecchia facciata, più arretrata rispetto a quella nuova, si presenta a vela con doppio fornice.
All'interno della chiesa si riunisce la Venerabile confraternita di Sant'Andrea, conosciuta anche come confraternita dei Nobili.